# ایزابلا بیاجینی
ایزابلا بیاجینی (انگلیسی: Isabella Biagini؛ ‏ ۱۹ دسامبر ۱۹۴۳ – ۱۴ آوریل ۲۰۱۸) بازیگر اهل ایتالیا بود.
از فیلم‌هایی که وی در آن نقش داشته‌است، می‌توان به امور خانوادگی، خدمتکار، گردشگران را اغوا می‌کند، اعمال ناپاک به سبک ایتالیایی، دکتر زنان دوجانبه، اسکی مارپیچ، چند سوپرمن در مشرق‌زمین، هوس، فروشگاه بزرگ، سلام مریخی، عشق به سبک ایتالیایی، تپانچه‌های پُر و رفیقه‌ها اشاره کرد.